# Ernst Peter Burger

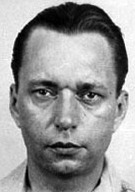
Ernst Peter Burger (1942)

Ernst Peter Burger (* 1. September 1906 in Augsburg; † 9. Oktober 1975) war ein deutschamerikanischer Spion, der während des Zweiten Weltkriegs für NS-Deutschland arbeitete und an die Vereinigten Staaten überlief. Als eingebürgerter US-Bürger, der während der Weltwirtschaftskrise nach Deutschland zurückkehrte, wurde Burger zusammen mit sieben weiteren Personen von der Abwehr für die Operation Pastorius rekrutiert, die 1942 Sabotageakte gegen Ziele in den Vereinigten Staaten vorsah.
Nach dem Beginn der Operation liefen er und sein Mitsaboteur George John Dasch jedoch über und verrieten die anderen sechs beteiligten Agenten an das Federal Bureau of Investigation. Nach einem Rechtsstreit verurteilte ein Militärgericht alle acht Agenten zum Tode, aber Präsident Franklin D. Roosevelt wandelte Burgers Strafe in eine lebenslange Haftstrafe um. Im Jahr 1948 wurde er von Präsident Harry S. Truman unter der Bedingung begnadigt, dass er in die amerikanische Besatzungszone in Deutschland deportiert wird, wo er 1975 in der Bundesrepublik Deutschland starb.

## Biografie
Burger wurde in Augsburg geboren und war von Beruf Maschinenschlosser. Mit 15 Jahren trat Burger dem Freikorps Oberland bei, mit 17 Jahren wurde er Mitglied der NSDAP. 1923 nahm er am Bierhallenputsch teil. Burger wanderte 1927 nach Amerika aus und nahm 1933 die amerikanische Staatsbürgerschaft an. Er lebte einige Jahre in den Vereinigten Staaten und diente sogar in den Army National Guards von Michigan und Wisconsin. Während der Weltwirtschaftskrise kehrte Burger nach Deutschland zurück, schloss sich zum 1. Dezember 1933 wieder der NSDAP an (Mitgliedsnummer 3.287.685) und wurde Adjutant von Ernst Röhm, dem Chef der NS-Sturmabteilung. Später schrieb er eine kritische Abhandlung über die Gestapo, was ihm siebzehn Monate KZ-Haft einbrachte. 1941 wurde Burger entlassen und zur Wehrmacht eingezogen. Er diente in einem Kriegsgefangenenlager in Berlin, wo er jugoslawische und britische Gefangene bewachte. Trotz seiner Geschichte als Überlebender eines Nazi-Internierungslagers wurde Burger von der Abwehr, dem Nachrichtendienst des nationalsozialistischen Deutschlands, rekrutiert. Er nahm an der Operation Pastorius teil, einem Plan, bei dem acht deutsche Saboteure per U-Boot in die Vereinigten Staaten transportiert wurden. Burger und die anderen landeten mit der Absicht, die Kriegsindustrie und Wirtschaft der Vereinigten Staaten durch Sabotage zu schädigen.
Nach der Ankunft in den USA redete der Mitspion George John Dasch mit Burger in einem Hotelzimmer. Dasch erklärte Burger, er habe nicht die Absicht, den Sabotageauftrag auszuführen und dass er den Nationalsozialismus hasse und das Komplott dem FBI melden wolle. Burger willigte ein, zu den Vereinigten Staaten überzulaufen und die Abwehr und die sechs anderen deutschen Spione zu verraten. Die gesamte Aktion war amateurhaft durchgeführt worden und schnell aufgeflogen. Nach dem Scheitern der Aktion soll Hitler getobt haben und gesagt haben: „Ich verstehe nicht, warum ich einen Geheimdienst habe, wenn solche Böcke geschossen werden“.
Außer Burger wusste keiner der anderen deutschen Agenten, dass sie verraten worden waren. Im Laufe der nächsten zwei Wochen wurden Burger und die anderen sechs verhaftet. FBI-Direktor J. Edgar Hoover erwähnte nicht, dass Dasch sich gestellt hatte, und reklamierte das Verdienst für die Zerschlagung des Spionagerings für sich selbst. Die Saboteure wurden vor Gericht gestellt und wegen Spionage verurteilt. Alle wurden zur Hinrichtung durch den elektrischen Stuhl verurteilt, doch Präsident Franklin D. Roosevelt wandelte die Strafe für Burger in lebenslange Haft und für Dasch in dreißig Jahre Haft um, weil sie kooperiert hatten. Alle sechs anderen Spione wurden hingerichtet.
1948 gewährte Präsident Truman Dasch und Burger ein Gnadengesuch unter der Bedingung, dass sie nach Deutschland abgeschoben würden. In Deutschland wurden sie nicht willkommen geheißen, da man sie als Verräter betrachtete, die den Tod ihrer Kameraden verursacht hatten. In Deutschland arbeitete Burger in Bayern als Werkzeugmacher, bevor sich seine Spur verliert. Er starb 1975.